# Brian Tracy
Brian Tracy (sinh ngày 5 tháng 1 năm 1944) là một diễn giả và tác giả người Mỹ gốc Canada chuyên về chủ đề phát triển bản thân. Ông là tác giả của hơn 80 đầu sách đã được dịch ra hàng chục thứ tiếng. Một số tác phẩm nổi bật của ông bao gồm Earn What You're Really Worth, Eat That Frog!, No Excuses! The Power of Self-Discipline và The Psychology of Achievement.

## Sự nghiệp
Tracy là chủ tịch kiêm Giám đốc điều hành (CEO) của Brian Tracy International, thành lập vào năm 1984 tại Vancouver, British Columbia, Canada. Brian Tracy International chuyên cung cấp dịch vụ tư vấn phát triển lãnh đạo, coaching, bán hàng, xây dựng mục tiêu, chiến lược, tư duy sáng tạo và thành công. Trụ sở chính của công ty đặt tại Bankers Hill, San Diego, California.
Trước khi thành lập công ty, Tracy từng giữ vai trò Chủ tịch của 3 công ty có trụ sở chính tại Solana Beach, California.

## Hoạt động chính trị
Năm 2003, Tracy là một trong 135 ứng cử viên trong cuộc bầu cử bãi nhiệm chức giám đốc thẩm bang California trên một nền tảng độc lập, với tổng cộng 729 phiếu bầu.
Brian Tracy là thành viên được tín nhiệm của Tổ chức Think-Tank The Heritage Foundation từ năm 2003.

## Danh sách các tác phẩm
- The Psychology of Selling: Increase Your Sales Faster and Easier Than You Ever Thought Possible (1988), Thomas Nelson; ISBN 9780785288060.
- The Science of Self-Confidence (1991); ISBN 9781905953585.
- Maximum Achievement: Strategies and Skills that Will Unlock Your Hidden Powers to Succeed (1993), Simon & Schuster; ISBN 9780684803319.
- Accelerated Learning Techniques (1995), Nightingale-Conant; ISBN 9780671536848.
- How to Master Your Time (1995); ISBN 9781633120327.
- The 21 Success Secrets of Self-Made Millionaires: How to Achieve Financial Independence Faster and Easier Than You Ever Thought Possible (2001), Berrett-Koehler Publishers; ISBN 9781583762059.
- Get Paid More and Promoted Faster: 21 Great Ways to Get Ahead in Your Career (2001), Berrett-Koehler Publishers; ISBN 9781583762073.
- Hire and Keep the Best People: 21 Practical and Proven Techniques You Can Use Immediately (2001), Berrett-Koehler Publishers; ISBN 9781576751695.
- Focal Point: A Proven System to Simplify Your Life, Double Your Productivity, and Achieve All Your Goals (2001), AMACOM; ISBN 9780814471296.
- The Psychology of Achievement (2002), Simon & Schuster Audio/Nightingale-Conant; ISBN 9780743526586.
- The 100 Absolutely Unbreakable Laws of Business Success (2002), Berrett-Koehler Publishers; ISBN 9781576751268.
- Change Your Thinking, Change Your Life: How to Unlock Your Full Potential for Success and Achievement (2003), Wiley & Sons, Incorporated, John; ISBN 9780471448587.
- Be a Sales Superstar: 21 Great Ways to Sell More, Faster, Easier in Tough Markets (2003), Berrett-Koehler Publishers; ISBN 9781576752739.
- Many Miles to Go: A Modern Parable for Business Success (2003), Entrepreneur Press; ISBN 9781891984990.
- The Ultimate Goals Program: How To Get Everything You Want Faster Than You Thought Possible (2003), Simon & Schuster Audio/Nightinga; ISBN 9780743561495.
- The Power of Clarity: Find Your Focal Point, Maximize Your Income, Minimize Your Effort (2003); ISBN 9780974196428.
- Advanced Selling Strategies (2004); ISBN 9780976123910.
- Time Power: A Proven System for Getting More Done in Less Time Than You Ever Thought Possible (2004); ISBN 9780814427859.
- TurboCoach: A Powerful System for Achieving Breakthrough Career Success (with Campbell Fraser) (2005), AMACOM; ISBN 9780814472484.
- Create Your Own Future: How to Master the 12 Critical Factors of Unlimited Success (2005), Wiley & Sons, Incorporated, John; ISBN 9780471718529.
- The Power of Charm: How to Win Anyone Over in Any Situation (2006); ISBN 9780814429716.
- The Art of Closing the Sale: The Key to Making More Money Faster in the World of Professional Selling (2007), HarperCollins Focus; ISBN 9780785289135.
- Speak to Win: How to Present with Power in Any Situation (2008); ISBN 9780814401828.
- The New Psychology of Achievement: Breakthrough Strategies for Success and Happiness in the 21st Century (2008), Simon & Schuster Audio/Nightinga; ISBN 9780743583442.
- Flight Plan: The Real Secret of Success (2009), Berrett-Koehler Publishers; ISBN 9781605092751.
- Reinvention: How to Make the Rest of Your Life the Best of Your Life (2009), AMACOM; ISBN 9780814437544.
- The Miracle of Self-Discipline (2010), Nightingale Conant; ISBN 9781908364043.
- No Excuses!: The Power of Self-Discipline (2010), Carroll & Graf; ISBN 9781593155827.
- How the Best Leaders Lead: Proven Secrets to Getting the Most Out of Yourself and Others (2010); ISBN 9780814414354.
- Goals!: How to Get Everything You Want Faster Than You Ever Thought Possible, 2nd Edition (2010), Berrett-Koehler Publishers; ISBN 9781605094113.
- Kiss That Frog!: 21 Great Ways to Turn Negatives into Positives in Your Life and Work (with Christina Tracy Stein) (2012), Berrett-Koehler Publishers; ISBN 9781609942809.
- Earn What You're Really Worth: Maximize Your Income at Any Time in Any Market (2012), Carroll & Graf; ISBN 9781593156305.
- The Power of Self-Confidence: Become Unstoppable, Irresistible, and Unafraid in Every Area of Your Life (2012); ISBN 9781118464014.
- Negotiation (The Brian Tracy Success Library) (2013); ISBN 9780814433195.
- Motivation (The Brian Tracy Success Library) (2013); ISBN 9780814433126.
- 12 Disciplines of Leadership Excellence: How Leaders Achieve Sustainable High Performance (with Peter Chee) (2013), McGraw-Hill Education; ISBN 9780071809467.
- Time Management (The Brian Tracy Success Library) (2014); ISBN 9780814433447.
- Creativity and Problem Solving (The Brian Tracy Success Library) (2014); ISBN 9780814433171.
- Leadership (2014), AMACOM; ISBN 9780814433416.
- Find Your Balance Point: Clarify Your Priorities, Simplify Your Life, and Achieve More (with Christina Stein) (2015), Berrett-Koehler Publishers; ISBN 9781626565722.
- Sales Success (2015), AMACOM; ISBN 9780814449196.
- Master Your Time, Master Your Life: The Breakthrough System to Get More Results, Faster, in Every Area of Your Life (2016); ISBN 9780399183836.
- Personal Success (the Brian Tracy Success Library) (2016), AMACOM; ISBN 9780814437032.
- Just Shut Up and Do It: 7 Steps to Conquer Your Goals (2016), Sourcebooks, Incorporated; ISBN 9781608106165.
- Eat That Frog!: 21 Great Ways to Stop Procrastinating and Get More Done in Less Time, 3rd Edition (2017), Berrett-Koehler Publishers; ISBN 9781626569416.
- Million Dollar Habits: Proven Power Practices to Double and Triple Your Income (2017); ISBN 9781613083734.
- Believe It to Achieve It: Overcome Your Doubts, Let Go of the Past, and Unlock Your Full Potential (2017); ISBN 9781524704872.
- Why People Don’t Believe You…: Building Credibility from the Inside Out (by Rob Jolles, foreword by Brian Tracy) (2018), Berrett-Koehler Publishers; ISBN 9781523095896.